# Соколов Михайло Володимирович
Миха́йло Володи́мирович Соколо́в (нар. 27 листопада 1967, місто Дніпро) — український підприємець політик. Народний депутат України VI та IX скликань. Як президент Асоціації сприяння розвитку кінематографу в Україні, від імені членів асоціації через суд намагався скасувати обов'яковий український дубляж у кінотеатрах України у 2006 році.
Голосував за закон України 12414, який був ухвалений з порушенням Регламенту Верховної Ради України та підпорядкував НАБУ та САП Генеральному прокурору.

## Біографія

### Освіта
1985 рік — закінчив середню школу 367 (з математичним профілем).
У 1991 році закінчив Дніпропетровський державний університет за фахом «інженер-механік літальних апаратів».

### Кар'єра
1991–1997 — працював на ВО «Південний машинобудівний завод» майстром, інженером-конструктором.
1997–1999 — заступник директора ТОВ «Укр-фарма».
1999–2000 — заступник директора ТОВ «Оптімафарм».
2000–2005 — заступник директора із загальних питань, менеджер проекту КУПП «Евіст» УТОС.
У 2001 році запровадив програму забезпечення міста Дніпра питною водою. По завершенню проекту отримав диплом «Міжнародний академічний рейтинг популярності та якості «Золота фортуна» та премію «Кращий проект року».
З 2005 року — виконувач обов'язків директора ТОВ «Технофарма».
З 21 грудня 2016 року – член Торгово-промислової палати України.
Станом на 2022 рік є засновником низки приватних підприємств в різних галузях економіки. 

### Політична діяльність
З 2002 до 2007 року — депутат Дніпропетровської міської ради.
Народний депутат України 6-го скликання з 23 листопада 2007 до 12 грудня 2012. Член  Комітету з питань правосуддя, член Спеціальної контрольної комісії з питань приватизації (з грудня 2007).
Як Народний депутат України, активно сприяв скасуванню візового режиму між Україною і Державою Ізраїль, що значно полегшило життя українським туристам.
У лютому 2013 року разом з Народними депутатами України від Об'єднаної опозиції створив правозахисну громадську організацію «Всеукраїнська комісія справедливості». Обраний головою цієї комісії.. Комісія активно веде правозахисну діяльність. За час роботи до комісії звернулося по допомогу понад 15 000 людей по всій Україні. Комісія зібрала і передала Президенту України понад 5 тисяч підписів за звільнення Юлії Тимошенко, Юрія Луценко та інших українських політв'язнів.
У грудні 2014 року організував візит до Києва Президента Асоціації Конгресменів США Джима Слеттері в рамках кампанії на захист родинної садиби видатного авіаконструктора Ігоря Сікорського та створення музею у ній. Президент міжнародного фонду "Trident foundation".
У квітні 2015 року виступив одним з ініціаторів і організаторів Соціальної платформи «Важливий кожен», презентував програму соціально-орієнтованих реформ.
З 2015 року — депутат Миколаївської обласної ради від ВО «Батьківщина». Перший заступник голови Миколаївської облради.
Кандидат у народні депутати від «Батьківщини» на парламентських виборах 2019 року, № 26 у списку. Заступник директора ТОВ «Укртранзит». Проживає в місті Миколаєві.
У 2019 році припинив політичну діяльність зосередивши увагу на підприємницькій діяльності.
20 грудня 2023 року Михайло Соколов склав присягу депутата в Верховну раду замість Віталія Данилова, який достроково склав мандат.

## Родина
Батько — Володимир Соколов, Герой Соціалістичної праці, головний інженер Південного машинобудівного заводу (ВО Південмаш) у 1982—1987 роках.
Одружений, виховує п'ятьох дітей.

## Скандали
У 2006 році саме Михайло Соколов, як президент Асоціації сприяння розвитку кінематографу в Україні (АСРКвУ) звернувся із позовом до суду, аби домогтися скасування урядової постанови, яка зобов'язувала кінопрокатників дублювати фільму українською мовою. Згодом, Соколов був підписантом відкритого листа до віце-прем'єр-міністра України В'ячеслава Кириленка, де пояснювалися причини необхідності скасування урядової постанови № 20 від 16 січня 2006 року, яка зобов'язувала кінопрокатників дублювати фільму українською мовою.